# Gurzelen
Gurzelen är en ort och kommun i distriktet Thun i kantonen Bern, Schweiz. Kommunen har 898 invånare (2023).